# The Final Cut (mini-série)
 (février 2018).
Si vous disposez d'ouvrages ou d'articles de référence ou si vous connaissez des sites web de qualité traitant du thème abordé ici, merci de compléter l'article en donnant les références utiles à sa vérifiabilité et en les liant à la section « Notes et références ».
To Play the King (1993)
The Final Cut est une mini-série britannique en quatre parties de 50 minutes réalisée par Mike Vardy et diffusée du 5 au 26 novembre 1995 sur la BBC. Elle constitue la conclusion de la série Château de cartes (House of Cards, 1990).
Longtemps inédite dans tous les pays francophones, elle est mise à en ligne à partir de juin 2016 sur Netflix, puis sur Arte.tv à partir de mars 2021. 

## Synopsis
Francis Urquart est toujours Premier ministre. Sa femme commence à penser à assurer leurs vieux jours. Convaincu de n'avoir plus rien à prouver dans son pays, il cherche à laisser sa marque dans l'Histoire, et l'occasion se présente avec la signature d'un traité dans le conflit qui oppose Grecs et Turcs à Chypre ... tout en s'assurant au passage quelques avantages personnels. Mais, alors que certaines archives sont déclassifiées, une ancienne affaire, remontant au temps où Urquart avait un mandat d'officier dans l'île, menace de refaire surface... 

## Distribution
- Ian Richardson : Francis Urquhart
- Diane Fletcher (en) : Elizabeth Urquhart
- Paul Freeman : Tom Makepeace
- Isla Blair : Claire Carlsen
- Nickolas Grace (en) : Geoffrey Booza Pitt
- Glyn Grain : Rayner
- Nick Brimble : Corder
- Dorothy Vernon : speakerine
- Andrew Seear : Wolfin
- Peter Symonds : Polecutt
- John Rowe : Sir Clive Watling
- Yolanda Vazquez (en) : Maria Passolides
- Duggie Brown (en) : Joe Badger
- Kevork Malikyan : Nures
- David Ryall : Sir Bruce Bullerby
- Joseph Long : président Nicolaou
- Cherith Mellor : Hilary Makepeace
- Erika Hoffman (en) : princesse
- Leon Lissek (en) : Evanghelos Passolides
- Tom Beasley : jeune roi
- Richard Bebb (en) : commentateur politique
- Sue Edelson, David Ashford et Carole Copeland : journalistes
- David Henry : général Gough
- Julian Fellowes : Henry Ponsonby
- Miles Richardson : major Jardine
- Bunny May : agent d'accueil
- Alison Peebles : Betsy Bourke
- William Scott-Masson : Barry Crumb
- Barry McCarthy : costume gris
- Michael Wardle : Hugh Pugh
- Nicholas Blane : Dicky Withers
- Boyd Clark : Hywell Harris
- John Langford et Kate Ricketts : journalistes télé
- Brian Baines : président
- Ian Mercer : Graham Glass
- Kenneth Alan Taylor, John Lambert et Roger Grainger : touristes
- Muriel Pavlow : femme d'Age Concern
- Maria Redmond : Florence
- Lynne Verrall : infirmière
- Gwendolyn Watts : patiente
- Derek Lea, Ray Nicholas et Marc Cass : voyous sur l'autoroute
- Trevor Steedman : inspecteur